# توکوگاوا ایه‌میتسو
توکوگاوا ایه‌میتسو (به ژاپنی: 徳川 家光 Tokugawa Iemitsu); ۱۲ اوت ۱۶۰۴ – ۸ ژوئن ۱۶۵۱) شوگون سوم از شوگونسالاری توکوگاوا بود. او پسر ارشد توکوگاوا هیده‌تادا و نوه توکوگاوا ایه‌یاسو بود. ایه‌میتسو از ۱۶۲۳ تا ۱۶۵۱ به عنوان شوگون حکمرانی کرد، و در طول این مدت او مصلوب کردن مسیحیان، اخراج تمام اروپایی‌ها از ژاپن و بستن مرزهای کشور، را سیاست خارجی قرار داد که این سیاست برای بیش از ۲۰۰ سال ادامه داشت. او برادر کوچکتر خود توکوگاوا تاداناگا را به خودکشی یا هاراکیری وادار کرد. ایه‌میتسو به عنوان یک همجنسگرا شناخته شده است. دایه وی کاسوگا نو تسوبونه نام داشت که به عنوان یک نیز مشاور عمل می‌کرد.

## زندگی اولیه (۱۶۰۴–۱۶۱۷)
توکوگاوا ایه‌میتسو در ۱۲ اوت ۱۶۰۴ به دنیا آمد. او بزرگ‌ترین پسر توکوگاوا هیده‌تادا و نوه آخرین متحد کننده بزرگ ژاپن، اولین توکوگاوا «شوگون» توکوگاوا ایه‌یاسو بود. او اولین عضو خانواده توکوگاوا که پس از تبدیل شدن توکوگاوا ایه‌یاسو به شوگون متولد شد. (شایعه ای وجود داشت که می‌گویند او پسر هیده‌تادا نبود، بلکه پسر ایه‌یاسو با کاسوگا نو تسوبونه بود.
اطلاعات زیادی از زندگی اولیه ایه‌میتسو در دست نیست. نام دوران کودکی او تاکه‌چیو بود، او دو خواهر، سن هیمه و توکوگاوا ماساکو و یک برادر داشت به نام توکوگاوا تاداناگاکه به رقیب تبدیل شد و مورد علاقه والدینش بود.

## وارث توکوگاوا (۱۶۱۷–۱۶۲۳)
ایه‌میتسو در سال ۱۶۱۷ به مراسم بلوغ (گنپوکو) را انجام داد و نام دوران کودکی خود را کنار گذاشت. او همچنین رسماً به عنوان وارث شوگون‌سالاری توکوگاوا منصوب شد. تنها کسی که در این مقام با او رقابت کرد، برادر کوچکترش توکوگاوا تاداناگا بود.
ایه‌میتسو از دوران نوجوانی تمایلات همجنس‌گرایانه داشت، او در سال ۱۶۲۰ با معشوق همجنس‌گرا، ساکابه گوزائمون، دوست دوران کودکی و ملازم، بیست و یک ساله اختلاف پیدا کرد و او را به قتل رساند.
ایه‌میتسو در ۱۲ دسامبر ۱۶۲۳ با تاکاتسوکاسا تاکاکو، دختر تاکاتسوکاسا نوبوفوسا ازدواج کرد. این دو فرزندی از یکدیگر نداشتند.

## حکمرانی شوگون دوم (۱۶۳۲–۱۶۲۳)
در سال ۱۶۲۳، زمانی که ایه‌میتسو نوزده ساله بود، پدرش توکوگاوا هیده‌تادا دومین شوگون شد و ایه‌میتسو نقشی را به عنوان رئیس رسمی بوروکراسی شوگون بر عهده گرفت. هیده‌تادا پس از بازنشستگی با امپراتور گومیزونو، ملکه توکوگاوا ماساکو (دختر هیده‌تادا و خواهر ایه‌میتسو)، و شاهزاده امپراتوری امپراتریس میشو در دربار امپراتوری در کیوتو دیدار کرد.
شوگون ایه‌میتسو کمک‌های هنگفتی از طلا و پول به اشراف دربار و خود دربار داد اما پس از حادثه ردای بنفش، که طی آن امپراتور متهم شد که علیرغم فرمانی که آنها را به مدت دو سال برای اهدای ردای بنفش به روحانیان ممنوع کرده بود (احتمالاً برای گسستن پیوند بین امپراتور و محافل مذهبی) به بیش از ده راهب لباس بنفش افتخاری بخشیده است. حکومت شوگون مداخله کرد و اعطای لباس را باطل کرد. هنگامی که دایه ایه‌میتسو کاسوگا نو تسوبونه با بازدید از دربار امپراتوری به عنوان یک فرد عادی و دیدار با ماساکو (خواهر ایه‌میتسو و همسر امپراتور)، تابو را شکستند، گو-میزونو از سلطنت کنار رفت و و پسرش امپراتور شد.
در سال (۱۶۳۲)، اوگوشو هیده‌تادا درگذشت، و ایه‌میتسو توانست قدرت واقعی را به دست گیرد. احتمال این می‌رفت که برادرش توکوگاوا تاداناگا او را ترور کند، با این حال، برادرش توسط هاراکیری در سال ۱۶۳۳ درگذشت.

## شوگونی ایه‌میتسو (۱۶۵۱–۱۶۳۲)
هیده‌تادا مشاوران خود را که همگی دایمیو بودند، ترک کرد تا به عنوان ملازمان برای ایه‌میتسو عمل کنند. با کمک آنها، ایه‌میتسو یک مدیریت قوی و متمرکز ایجاد کرد که او را در میان بسیاری از «دایمیوها» نامحبوب ساخت، اما ایه‌میتسو ایه‌میتسو به سادگی مخالفانش را حذف کرد.
سیستم سانکین کوتای او دایمیوها را مجبور می‌کرد که به ترتیب متناوب در ادو اقامت داشته باشند، مدت زمان مشخصی را در ادو بگذرانند، و اغلب گفته می‌شود یکی از اهداف کلیدی این سیاست، جلوگیری از جمع‌آوری ثروت یا قدرت زیاد «دایمیوها» از طریق جدا کردن آنها از ولایت‌های خود و با وادار کردن آنها به اختصاص منظم مبلغ قابل توجهی برای تأمین هزینه‌های هنگفت سفر بود. با سفر (همراه با همراهان بسیار) به و از ادو این سیستم همچنین شامل همسران و وارثان «دایمیوها» باقی مانده در ادو، جدا از ارباب و حوزه خود می‌شد. این خانواده‌ها گروگان‌هایی بودند که ممکن بود اگر «دایمیوها» علیه شوگون سالاری توطئه کنند، صدمه ببینند یا کشته شوند.

### فرمان‌های ضد اروپایی‌سازی
حضور یکصد ساله تاجران و مبلغان کاتولیک در ژاپن در دهه ۱۶۳۰ پایان یافت، زمانی که ایه‌میتسو دستور اخراج تقریباً همه اروپایی‌ها را از این کشور داد و ارتباط با اروپایی‌ها در طول یک سال به یک کشتی هلندی محدود شد. پس از اعدام دو مرد مردم پرتغال که برای استقرار مجدد سیاست تجارت خارجی قبلی ژاپن آمده بودند، تا پایان دهه ۱۶۳۰، ایه‌میتسو یک سری فرمان‌ها را صادر کرد که به‌طور گسترده‌تری سیستمی را در جهت محدودیت در جریان افراد، کالاها و اطلاعات در داخل و خارج از کشور به مورد اجرا گذاشت.
در طول دهه ۱۶۳۰، ایه‌میتسو یک سری فرمان‌ها را صادر کرد که معامله‌های بازرگانی ژاپن با جهان خارج را محدود می‌کرد. معروف‌ترین آن فرمان‌های موسوم به حکم ساکوکوی سال ۱۶۳۵ بود که حاوی محدودیت‌های اصلی بود که ایه‌میتسو با آن، هر کشتی و شخص ژاپنی را از سفر به کشور دیگر یا بازگشت به سواحل ژاپن منع می‌کرد. نقض آن با مجازات مرگ همراه بود، ژاپنی‌ها که از دهه ۱۵۹۰ در شرق و جنوب شرقی آسیا سفر کرده بودند (و در موارد نادری در مناطق دورتر)، اکنون از خروج از کشور یا بازگشت به‌طور گسترده منع شده بودند.
این فرمان هدایا و جوایز فاخری را برای هر کسی که می‌توانست در مورد کشیش‌ها و پیروان آنها که به‌طور مخفیانه تبلیغ دین مسیحیت را در سراسر کشور انجام می‌دادند ارائه دهد، در نظر گرفته بود. به عنوان مثال، بازرگانانی که از خارج از کشور می‌آمدند، باید فهرستی از کالاهایی را که با خود می‌آوردند، ارائه می‌کردند. مقررات اضافی جزئیات مربوط به زمان یا تدارکات تجارت را مشخص می‌کند. به عنوان مثال، یک بند اعلام می‌کند که تاریخ حرکت کشتی‌های خارجی نباید دیرتر از روز بیستم ماه نهم باشد. علاوه بر این، ایه‌میتسو تغییرات قیمت تعیین شده برای ابریشم خام را ممنوع کرد و در نتیجه اطمینان حاصل کرد که رقابت بین شهرهای تجاری به حداقل می‌رسد.
در سال ۱۶۳۷، شورش مسلحانه ای علیه سیاست‌های ضد مسیحی ایه‌میتسو در شیمابارا، ناگاساکی به وجود آمد، اما دلایل دیگری مانند مالیات بیش از حد بالا و رفتار ظالمانه ارباب محلی با دهقانان وجود داشت معروف به شورش شیمابارا. هزاران نفر در سرکوب شورش توسط شوگان کشته شدند و پس از آن تعداد بی شماری اعدام شدند. این واقعیت که بسیاری از شورشیان مسیحی بودند توسط مقام‌های شوگون‌سالاری به عنوان بهانه ای مناسب برای اخراج پرتغالی‌ها و محدود کردن کمپانی هند شرقی هلند به دجیما در استان ناگاساکی استفاده شد.
پس از این فرمان‌ها، ژاپن همچنان با تجارت بین‌المللی، اطلاعات و مبادلات فرهنگی ارتباط داشت، اگرچه ناگاساکی مرکز تجارت و سایر معاملات با شرکت هند شرقی و با بازرگانان مستقل چینی بود، جزیره تسوشیما روابط دیپلماتیک و تجاری را با پادشاهی چوسان-دودمان سلطنتی کره (کشور) اداره می‌کرد و قلمرو ماتسومائه ارتباط با قوم آینو (ژاپن)، مردم بومی هوکایدو، ساخالین و جزایر کوریل را مدیریت می‌کرد و همچنین ارتباط محدود با مردمان مرتبط در سرزمین اصلی نزدیک به ژاپن در این دوره اغلب به عنوان «بسته» توصیف شده است تحت عنوان  ساکو (灳国، کشور زنجیر شده)، اما از دهه ۱۹۸۰، اگر نه قبل از آن، محققان برای استفاده از اصطلاحاتی مانند «کایکین» (海連، «محدودیت‌های دریایی» استفاده می‌کنند)، با تأکید بر این واقعیت که ژاپن بر روی دنیای خارج «بسته» نبود، و در واقع بسیار فعالانه با دنیای بیرون درگیر بود، هرچند از طریق مجموعه‌ای از راه‌های محدود. محدودیت‌های ایه‌میتسو تا دهه ۱۸۵۰ به قدرت خود باقی بود اما پس از آن بندرهای ژاپن به روی طیف وسیع تری از شرکای تجاری برای اسکان و سفر در داخل ژاپن باز شد و ژاپنی‌ها بار دیگر آزاد بودند تا به خارج از کشور سفر کنند.

### روابط با دربار امپراتوری
در سال ۱۶۴۳ امپراتور میشو از سلطنت کناره‌گیری کرد، امپراتور گو-کومیو، برادر ناتنی کوچکترش، جانشین او شد نظرات توهین آمیز دربارهٔ ایه‌میتسو و پسر ارشد و وارثش، توکوگاوا ایه‌تسونا.

## مرگ
در سال ۱۶۵۱، «شوگون» ایه‌میتسو در سن ۴۷ سالگی درگذشت، و اولین «شوگون» توکوگاوا بود که حکمرانی اش با مرگ و نه کناره‌گیری از شوگونی به پایان رسید همچنین به عنوان Daiyūin شناخته می‌شود و در Taiyu-in Temple، نیکو دفن شده است. مرگ، اما مراقب بود که از شمایل نگاری برای مقبره اش که می‌توانست بیشتر از پدربزرگش دیده شود، اجتناب کند. پسر ارشد و وارث او، توکوگاوا ایه‌تسونا جانشین او شد.

## خانواده
والدین
- پدر: توکوگاوا هیده‌تادا (، ۲ مه ۱۵۸۱–۱۴ مارس ۱۶۳۲).
- مادر: اوایو (於えよ؛ ۱۵۷۳–۱۵ سپتامبر ۱۶۲۶)
  - خواهر از مادر: تویوتومی ساداکو (۱۵۹۲–۱۶۵۸)، ابتدا به فرزندخواندگی تویوتومی هیده‌یوشی و یودو دونو درآمد و بعداً با کوجو یوکی‌ایه  ازدواج کرد.
- دایه: کاسوگا نو تسوبونه (۱۵۷۹ – ۲۶ اکتبر ۱۶۴۳)

"همسران و فرزندان:
- همسر: تاکاتسوکاسا تاکاکو (۱۶۲۲–۱۶۸۳) بعدها هونرو-این، دختر تاکاتسوکاسا نوبوفوسا
- سوکوشیتسو همسر غیراصلی: اوفورو نو کاتا (متوفی ۱۶۴۰) بعداً جیشو-این
  - چیوهیمه (۲۹ آوریل ۱۶۳۷–۱۰ ژانویه ۱۶۹۹)، اولین دختر
- سوکوشیتسو همسر غیراصلی: «اوراکو نو کاتا» (۱۶۲۱–۱۶۵۳) بعدها هوجو-این
  - توکوگاوا ایه‌تسونا (۷ سپتامبر ۱۶۴۱–۴ ژوئن ۱۶۸۰)، اولین پسر
- سوکوشیتسو همسر غیراصلی: اوماسا نو کاتا
  - توکوگاوا کاماتسو (۱۷ آوریل ۱۶۴۳–۲ سپتامبر ۱۶۴۷)، پسر دوم
- سوکوشیتسو: اوناتسو نو کاتا (n؛ ۱۶۲۲–۱۶۸۳) بعداً جونشو-این، دختر فوجیدا شیگه‌یا 
  - توکوگاوا تسوناشیگه ( ۲۸ ژوئن ۱۶۴۴–۲۹ اکتبر ۱۶۷۸)، سومین پسر
- سوکوشیتسو: اوتاما نو کاتا (۱۶۲۷–۱۷۰۵) بعداً کیشو-این، دختر هونجو مونه‎‌ماسا 
  - توکوگاوا تسونایوشی ( ۲۳ فوریه ۱۶۴۶–۱۹ فوریه ۱۷۰۹)، چهارمین پسر
- سوکوشیتسو: اوریسا نو کاتا (متوفی ۱۶۷۴) بعداً جوکو-این
  - توکوگاوا تسوروماتسو (۱ فوریه ۱۶۴۷–۲۲ اوت ۱۶۴۸)، پنجمین پسر
- سوکوشیتسو: آمان نو کاتا (۱۶۲۴–۱۷۱۱) بعداً ایکو-این
- سوکوشیتسو: اوکوتو نو کاتا (۱۶۱۴–۱۶۹۱) بعداً هوشین-این

'دختر خوانده‌ها:
- - کامه تسوروهیمه (۱۶۱۳–۱۶۳۰)، دختر تاماهیمه با مائدا توشی‌تسونه و با موری تاداهیرو، پسر موری تاداماسا از قلمرو تسویاما ازدواج کرد.
  - تسوروهیمه (۱۶۱۸–۱۶۷۱)، دختر ماتسودایرا تادانائو ، او با کوجو میچی‌فوسا ازدواج کرد و ۳ دختر داشت: اولی با کوجو کانه‌هارو ازدواج کرد و دومی با آسانو تسوناآکیرا ازدواج کرد.
  - مان هیمه (۱۶۲۰–۱۷۰۰)، دختر تامه‌هیمه و مائدا توشی‌تسونه و او با آسانو میتسوآکیرا ازدواج کرد و ۳ پسر داشت: آسانو تسوناآکیرا، آسانو ناگانائو، آسانو ناگاترو.
  - اوهیمه، دختر توکوگاوا یوریفوسا و متأهل مائدا میتسوتاکا دارای ۱ پسر بود: مائدا تسونانوری
  - تسوهیمه (۱۶۳۶–۱۷۱۷) دختر ایکدا میتسوماسا و ازدواج با ایچیجو نوریسوکه صاحب ۱ پسر: ایچیجو کانه‌ترو